# Arquites d'Amfissa
Arquites d'Amfissa (grec antic: Ἀρχύτας, llatí: Archytas) fou un poeta gec nascut a Amfissa contemporani probablement d'Euforió de Calcis (segle iv aC), car els autors antics discutien si el poema Geranos era d'un o de l'altre, segons Ateneu de Nàucratis.
Plutarc en cita uns hexàmetres que parlen de la Lòcrida Ozòlia. Estobeu va preservar dues línies que deia que les havia inserit al poema Hermes d'Eratòstenes. Sembla ser el mateix Arquites que Diògenes Laerci anomena epigramatista, i sobre el qual Bió d'Esmirna va escriure un epigrama.